# Sara García Gross
Sara García Gross (geb. 1986 in Chalchuapa) ist eine salvadorianische Psychologin und Frauenrechtsaktivistin. Sie ist die Koordinatorin der 2009 gegründeten Organisation Agrupación Ciudadana por la Despenalización del Aborto en El Salvador [Bürgergruppe für die Entkriminalisierung des Schwangerschaftsabbruchs in El Salvador]. 2019 wurde sie für ihr Engagement mit dem Simone-de-Beauvoir-Preis ausgezeichnet.

## Biographie
Sara García Gross kam 1986 in Chalchuapa im Westen El Salvadors zur Welt, und erlebte als Kind den salvadorischen Bürgerkrieg (1979–1992). Sie absolvierte an der Universidad Centroamericana “José Simeón Cañas” in San Salvador ein Psychologiestudium. An der Universidad Nacional Autónoma de México in Mexiko-Stadt durchlief sie ein Aufbaustudium in Gender Studies. Mitte 2019 zug sie nach San Martín bei Buenos Aires, wo sie an der Universidad Nacional de San Martín (UNSAM) ein Masterstudium zu Menschenrechten und Demokratisierung für Lateinamerika und die Karibik begann.
2014 veröffentlichte sie die Audio-Reportage „Del Hospital a la Cárcel“ [Vom Krankenhaus ins Gefängnis], die sich mit Fragen der sexuellen und reproduktiven Rechte von Frauen befasst.
Die Agrupación Ciudadana por la Despenalización del Aborto en El Salvador, für die Gross arbeitet, wurde 2009 als multidisziplinäre soziale Organisation gegründet, die sich für eine Änderung des salvadorianischen Abtreibungsrechts einsetzt. Darüber hinaus fordert und unterstützt sie die Sexualerziehung und verteidigt Frauen, die wegen Abtreibung oder ähnlicher Vorfälle angeklagt oder verurteilt wurden. Die Organisation hat 11 Fälle vor den Interamerikanischen Gerichtshof für Menschenrechte (IACHR), um Frauen zu unterstützen, die wegen Abtreibung verurteilt wurden. Abtreibung in El Salvador ist seit einer Gesetzesänderung im Jahr 1998 illegal, mit der die Ausnahmen im Strafgesetzbuch von 1973 aufgehoben wurden. El Salvador ist eines von 6 lateinamerikanischen Ländern, in denen Abtreibung verboten ist. Schwangerschaftsabbrüche sind an sozioökonomische Faktoren geknüpft, da die meisten Strafverfolgungen im Rahmen des Gesetzes gegen junge, verarmte Frauen mit geringer Bildung geführt wurden.
Garcia weist auch auf die hohe Rate von Femiziden und die omnipräsente sexuelle Gewalt in El Salvador hin und betont, dass es institutionalisierte staatliche Gewalt gegen die Frauen gebe.
García ist auch im salvadorianischen Netzwerks für Verteidiger von Frauenrechten tätig.

## Auszeichnungen
- 2019: Simone-de-Beauvoir-Preis von der Université Paris Diderot „für ihre Bemühungen Abtreibung in Fällen von Vergewaltigungen, Menschenhandel Gefährdung für das Leben der Mutter oder Minderjährigkeit zu entkriminalisieren“[5]